# Видиковац Сјенич
Видиковац Сјенич је највиши видиковац на планини Тари, налази се на надморској висини од 1444m, у западном делу НП Тара, на Црном врху.
До видиковца, који је лоциран на 5,5km јужно од Предовог крста, долази се макадамским путем. Видиковац је удаљен 100m од шумског пута и опремњен је клупама, столовима, таблама и дрвеном осматрачницом висине 12m, која је истовремено противпожарна осматрачница и осматрачница за панорамско разгледање парка. Са Сјенича се пружа изузетан поглед на шумовите масиве Таре, предео Алуге, Панчићеве оморике у резервату природе Црвене Стене, клисуру Дервенте, село Растиште и Перућачко језеро.